# Lower Moreland Township (comté de Montgomery, Pennsylvanie)
Pour les articles homonymes, voir Lower Moreland Township.
Lower Moreland Township est un township du comté de Montgomery, en Pennsylvanie, aux États-Unis.